# Vaïssac
Vaïssac ist eine französische Gemeinde mit 952 Einwohnern (Stand: 1. Januar 2022) im Département Tarn-et-Garonne in der Region Okzitanien (zuvor Midi-Pyrénées). Sie ist Teil des Kantons Aveyron-Lère, war zuvor Teil des Kantons Nègrepelisse und liegt im Arrondissement Montauban. Die Einwohner werden Vaïssagols genannt.

## Geografie
Vaïssac liegt etwa 17 Kilometer östlich von Montauban. Umgeben wird Vaïssac von den Nachbargemeinden Nègrepelisse im Norden, Puygaillard-de-Quercy im Osten, Monclar-de-Quercy im Süden, Génébrières im Westen und Südwesten sowie Saint-Étienne-de-Tulmont im Westen und Nordwesten.
| Einwohner                                                  | 748 | 708 | 635 | 654 | 636 | 599 | 704 | 826 |
| Ab 1962 offizielle Zahlen ohne Einwohner mit Zweitwohnsitz |     |     |     |     |     |     |     |     |

## Sehenswürdigkeiten
- Kirche aus dem 19. Jahrhundert